# Hashajtó

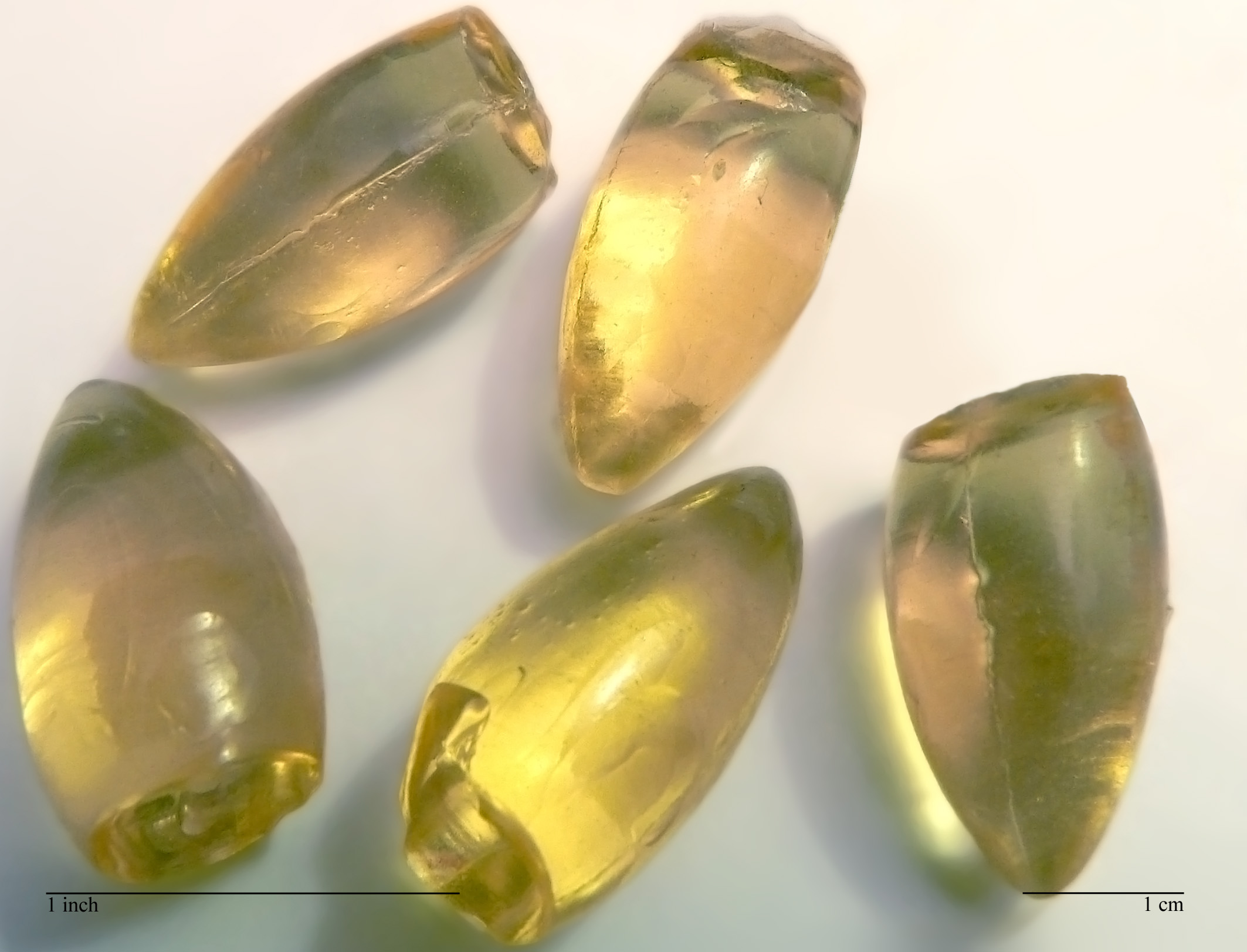
Hashajtóként használt glicerinkúpok

A hashajtók azok a vegyületek, melyek a székletürítést gyorsítják és a belek kiürítését megkönnyítik. A hashajtók az egyik leggyakrabban és sokszor indokolatlanul alkalmazott gyógyszercsoport.
Állandó használatuk káros, mivel megzavarják a normális bélmunka finoman koordinált reflexmechanizmusát. A hashajtók tartós szedése során a víz- és az elektrolitvesztés következtében fokozódhat az aldoszteron-produkció. és a következményes K+-vesztés csökkenti a bélrendszer tónusát, motilitását. Ennek eredményeként a beteg szükségét érzi a hashajtó ismételt szedésének. Steatorrhoea, fehérjevesztés szintén kialakulhat. A hashajtók indokolatlan és korlátlan szedése renyhe bélműködést, életen át tartó emésztési zavarokat, például fájdalommal járó bélgázt, (idegen nyelvekből flatulencia, vagy meteorizmus) válthat ki, ami komoly kárt okozhat. Tartós hashajtószedés után gyakori utókövetkezmény a neurogén székrekedés, mivel a hashajtók túl erősen ürítik ki a bélhuzamot, ezért a kúra után elegendő salaknak kell felgyülemlenie ahhoz, hogy a normális székürítés visszaálljon. Ez a beteget a hashajtó további szedésére ösztönzi, amelyet azután már nehezen tud elhagyni. Ezenkívül a hashajtóknak szisztémás hatásai is lehetnek.

## Hatóanyagok
Hashajtó hatással nagyszámú és különböző kémiai szerkezetű vegyület rendelkezik. Hatásmódjuk és hatáserősségük nagyon változatos. A hatás erőssége, a hashajtó révén képződött széklet sajátosságai alapján megkülönböztetünk laxatív, purgatív és drasztikus hatást. Laxatív hatásról beszélünk, amikor az ürített széklet formált. A purgatív hatásra pépes, a drasztikusra egészen folyékony széklet ürítése jellemző.
A legtöbb hashajtó kisebb adagban laxatív, nagyobb dózisban purgatív hatású. Drasztikus hatással csak egyes vegyületek rendelkeznek, ezek erősen izgatják a bélfalat, erős alhasi vérbőséget okoznak.
A „purgatív" megjelölés abból a túlhaladott elgondolásból származik, hogy a bél „kitisztítása" egyben föltétlenül a szervezet méregtelenítését is jelenti.
A hashajtók a következő alapvető támadáspontokon fejtik ki hatásukat:
- A vastagbélben történő vízvisszatartás révén (a hashajtó vegyület hidrofil sajátsága, illetve ozmotikus hatása miatt) nő a széklet mennyisége és puhasága, fokozódik a béltartalom továbbításának gyorsasága.
- A nyálkahártyára gyakorolt direkt és indirekt hatás révén csökken a vízvisszaszívás a colonban.
- Fokozódik a bélmotilitás, és ennek következtében csökken a só- és vízvisszaszívás.

A gyógyszeres hashajtás legfontosabb indikációja a székrekedés. Az obstipatio nem betegség, hanem tünet. Hátterében számos ok állhat, például bélbetegség, endokrin, idegrendszeri elváltozások, gyógyszerhatások. Súlyos atoniában a bélműködést erős paraszimpatikusizgatók, spasticus obstipatióban pedig görcsoldók normalizálják.